# Рожков, Евлампий Захарович
Евлампий Захарович Рожков (23 октября 1920, Островское, территория совр. Кемеровской области, РСФСР — 1993, Новосибирск) — советский художник, член Союза художников СССР (1971) и Союза художников России.

## Биография
Родился 23 октября 1920 года в Островском (территория современной Кемеровской области).
В 1932 году переехал в Новосибирск.
С 1939 по 1941 год прошёл три курса живописного отделения Омского художественного техникума.
В 1942—1945 годах принимал участие в Великой Отечественной войне. В 1946 году был демобилизован в звании младшего сержанта.
В 1949 окончил четвёртый курс живописного отделения Костромского художественного училища, также полгода (1949—1950) обучался на монументальном отделении Московского института прикладного и декоративного искусства, откуда ушёл по причине болезни, после чего вернулся в Новосибирск.
Работал в кооперативном товариществе «Художник».
Вместе с художниками В. Г. Кирьяновым и Семёновым работал в художественной школе Академгородка, образованной 1 сентября 1965 года.
Умер в 1993 году в Новосибирске.

## Произведения
О картинах Рожкова периода работы в кооперативном товариществе «Художник» практически не сохранилось никаких сведений. Известна чёрно-белая фотография его работы «Экскурсия» с областной выставки 1967 года, которую относят к направлению критического реализма, а также весёлое, но незавершённое произведение «Ленин и дети».
На протяжении всей творческой жизни художника присутствует тема детства. Одна из первых работ этого направления — «Сибиряк» 1954 года, где изображён ребёнок на лыжах. На картине «Земли новосёлы» — детские коляски под берёзками, олицетворяющие торжество земной жизни. В произведении «Детская комната» — увлечённые своей игрой дети.
Рожков — автор пейзажей Новосибирского Академгородка.
Произведения художника хранятся в Новосибирском государственном художественном музее.

## Награды
Медали «За отвагу», «За боевые заслуги», «За взятие Кёнигсберга».